# 倪良信
倪良信  柬埔寨华人，柬埔寨柬华理事总会的主要成立者，柬华理事总会首任会长，2008年12月13日病逝，